# Кальчинівська волость
Кальчинівська волость — історична адміністративно-територіальна одиниця Борзнянського повіту Чернігівської губернії з центром у селі Парафіївка.
Станом на 1885 рік складалася з 8 поселень, 6 сільських громад. Населення — 3474 осіб (3812 чоловічої статі та 3696 — жіночої), 354 дворових господарств.
|                     | Площа, десятин | У тому числі орної, дес. |
| ------------------- | -------------- | ------------------------ |
| Сільських громад    | 3560           | 2929                     |
| Приватної власності | —              | —                        |
| Казенної власності  | 95             | —                        |
| Іншої власності     | 66             | 66                       |
| Загалом             | 3721           | 2995                     |

Основні поселення волості:
- Кольчинівка — колишнє колоніальне село при річці Остер за 35 верст від повітового центру, 585 осіб, 64 дворів, постоялий будинок, лавка.
- Білі Вежі — колишнє колоніальне село при річці Остер, 620 осіб, 65 дворів, лютеранська церква, постоялий будинок, 3 лавки, 3 ярмарки на рік.
- Великий Вердер — колишнє колоніальне село, 630 осіб, 63 двори, католицька церква, постоялий будинок, лавка, 2 ярмарки на рік.
- Рундевізе — колишнє колоніальне село при річці Остер, 856 осіб, 83 двори, лютеранський будинок, постоялий будинок, 2 лавки.